# Agathis orbicula
Agathis orbicula es una especie de conífera dentro de la familia de las Araucariaceae. Es originaria de Borneo. 

## Descripción
Agathis orbicula es un árbol que alcanza un tamaño de hasta 40 m de altura. La corteza de color marrón oscuro, con placas exfoliantes irregulares, con pocas lenticelas dispersas; internamente granular y de color marrón rojizo; la savia produce una resina amarillenta. Las hojas son ovales para circulares, obtusas o agudas, glauca el envés,  en un corto pedúnculo. Los conos son ovales cuando jóvenes, maduros de 7 × 4.5 cm, los bordes superiores de escamas imbricadas, más tarde elípticas. Los conos de polen: ovadas o cilíndrica, 9-14 × 4-6 mm, sobre un largo pedúnculo de 2-3 mm.

## Distribución y hábitat
Se encuentra en Borneo en Sabah y Sarawak a una altitud de 450-1050 metros, donde están dispersos en la selva tropical y montañas bajas y mesetas. 

## Taxonomía
Agathis orbicula fue descrita por David John de Laubenfels y publicado en Blumea 25(2): 540, f. 5. 1979.